# Didymoglossum
Didymoglossum, biljni rod iz porodice tankolistovki (Hymenophyllaceae), dio je razreda Polypodiopsida ili papratnica.
Pripada mu 52 vrste raširenih u tropima.

## Vrste
1. Didymoglossum angustifrons Fée
2. Didymoglossum ballardianum (Alston) J. P. Roux
3. Didymoglossum barklyanum (Baker) J. P. Roux
4. Didymoglossum beaverianum Senterre & Rouhan
5. Didymoglossum beccarianum (Ces.) Senterre & Rouhan
6. Didymoglossum benlii (Pic. Serm.) J. P. Roux
7. Didymoglossum bimarginatum (Bosch) Ebihara & K. Iwats.
8. Didymoglossum bucinatum (Mickel & Beitel) M. Palacios
9. Didymoglossum caluffii (C. Sánchez) C. Sánchez
10. Didymoglossum chamaedrys (Taton) J. P. Roux
11. Didymoglossum cultratum (Baker) Senterre & Rouhan
12. Didymoglossum curtii (Rosenst.) Pic. Serm.
13. Didymoglossum cuspidatum (Willd.) Ebihara & Dubuisson
14. Didymoglossum ekmanii (Wess. Boer) Ebihara & Dubuisson
15. Didymoglossum erosum (Willd.) Beentje
16. Didymoglossum exiguum (Bedd.) Copel.
17. Didymoglossum falsinervulosum (Nishida) comb. ined.
18. Didymoglossum fulgens (C. Chr.) J. P. Roux
19. Didymoglossum godmanii (Hook. ex Baker) Ebihara & Dubuisson
20. Didymoglossum gourlianum (Grev. ex J. Sm.) Pic. Serm.
21. Didymoglossum henzaianum (Parish ex Hook.) Mazumdar
22. Didymoglossum hildebrandtii (Kuhn) Ebihara & Dubuisson
23. Didymoglossum hymenoides (Hedw.) Copel.
24. Didymoglossum kapplerianum (Sturm) Ebihara & Dubuisson
25. Didymoglossum kirkii (Hook.) Ebihara & Dubuisson
26. Didymoglossum kraussii (Hook. & Grev.) C. Presl
27. Didymoglossum lehmannii (Hieron.) Copel.
28. Didymoglossum lenormandii (Bosch) Ebihara & Dubuisson
29. Didymoglossum liberiense (Copel.) Copel.
30. Didymoglossum lineolatum Bosch
31. Didymoglossum lorencei (Tardieu) Ebihara & Dubuisson
32. Didymoglossum melanopus (Baker) Copel.
33. Didymoglossum membranaceum (L.) Vareschi
34. Didymoglossum micropubescens (Proctor) C. Sánchez
35. Didymoglossum mindorense (Christ) K. Iwats.
36. Didymoglossum montanum (Hook.) J. P. Roux
37. Didymoglossum motleyi (Bosch) Ebihara & K. Iwats.
38. Didymoglossum nummularium Bosch
39. Didymoglossum ovale E. Fourn.
40. Didymoglossum petersii (A. Gray) Copel.
41. Didymoglossum pinnatinervium (Jenman) Pic. Serm.
42. Didymoglossum punctatum (Poir.) Desv.
43. Didymoglossum pusillum (Sw.) Desv.
44. Didymoglossum pygmaeum (C. Chr.) Ebihara & Dubuisson
45. Didymoglossum reptans (Sw.) C. Presl
46. Didymoglossum rhipidophyllum (Sloss.) Pic. Serm.
47. Didymoglossum rotundifolium (Bonap.) J. P. Roux
48. Didymoglossum sinuatum (Bonap.) Ebihara & Dubuisson
49. Didymoglossum sublimbatum (Müll. Berol.) Ebihara & K. Iwats.
50. Didymoglossum tahitense (Nadeaud) Ebihara & K. Iwats.
51. Didymoglossum wallii (Thwaites) Copel.
52. Didymoglossum wesselsboeri Ebihara & Dubuisson